# So ein Papa
So ein Papa, auch Der Mann, der nicht zur Hochzeit kam, oder als Fernsehtitel Casanova in Nöten, (Casanova Brown), ist eine US-amerikanische Filmkomödie aus dem Jahre 1944. Regie führte Sam Wood. Für das Drehbuch adaptierte Nunnally Johnson das Bühnenstück Little Accident von Floyd Dell und Thomas Mitchell und den Roman An Unmarried Father von Floyd Dell. Die Hauptrollen spielten Gary Cooper und Teresa Wright.

## Handlung
Herbst in Rossmore, Illinois. Madge holt Casanova, genannt Cass, vom Zug ab. Schon bei der ersten Umarmung bittet er sie, nie, nie wieder New York zu erwähnen. Wirklich niemals. Im Frühling muss Cass dann bei seinem guten Freund J.J., Madges Vater, um deren Hand anhalten. Der ist sich aber sicher, dass Cass viel zu intelligent sei, um in die Falle dieser schrecklichen Frau zu tappen. Falls er auf das Geld aus sei – das könne er vergessen. Schließlich habe er, J.J., auch Madges Mutter aus diesem Grund geheiratet, funktioniert habe das aber schon bei ihm nicht. Er könne es nicht mit seinem Gewissen vereinbaren, seinem Freund das anzutun, und sagt daher nein. Dies ändert jedoch nichts daran, dass nun im Sommer die Hochzeit ansteht. Als J.J. am Tag der Hochzeitsprobe erneut versucht, Cass die Hochzeit auszureden, erhält dieser einen Brief von einer Geburtsklinik in Chicago, der ihn so bald wie möglich, aber auf jeden Fall noch in der gleichen Woche nach Chicago bestellt. Cass geht zunächst zur Hochzeitsprobe, entschuldigt sich aber bald und verbringt den restlichen Tag nachdenklich in seiner Wohnung. Telefonanrufe in der Klinik bringen nichts. Abends kommt J.J. zu ihm, und der Brief wird wieder zum Thema. So erzählt ihm Cass, was in New York passiert ist, als er für ein Buch über seinen „skandalösen Vorfahren“ recherchiert hat. In einer Rückblende wird die Hochzeit von Cass und Isabel gezeigt. Und wie Isabel Cass danach ihren Eltern vorstellt. Cass muss zunächst in einem Vorzimmer warten, damit Isabel ihrer Mutter über Cass erzählen und die Mutter ein Horoskop zu Cass und der Heirat erstellen kann. Das Ergebnis: Die Mutter bezeichnet Cass als astrologische Katastrophe für ihre Tochter. In der Zwischenzeit muss Cass, der sich beim Warten eine Zigarette angezündet hat, feststellen, dass es im ganzen Haus keinen Aschenbecher gibt. So steckt er sich die fertig gerauchte Zigarette in seine Anzugjacke. Als er endlich hineingebeten wird und die Mutter ihm erklären will, dass die Hochzeit aus astrologischen Gründen völlig unmöglich sei, kommt es schnell zu einer emotionalen Diskussion, bei der die Anzugjacke nicht weiter berücksichtigt wird. Diese fängt an zu brennen. Als dies auffällt, wird versucht, das Feuer zu löschen. Da dies nicht ohne Verwicklungen abgeht, brennt das ganze Haus ab. Danach wird Cass mit Waffengewalt verjagt. Später wird ihm mitgeteilt, dass die Hochzeit annulliert wurde. Cass und J.J. beschließen, dass Cass in diese Klinik muss, um das Ganze zu klären. Das solle doch so schnell gehen, dass er rechtzeitig für die Hochzeit zurück sei.
In der Klinik wird Cass zunächst von einer Krankenschwester zur anderen verwiesen. Schließlich nimmt sich ein Pfleger seiner an, damit er einem sehr ausführlichen Gesundheitscheck unterzogen werden kann. An dessen Ende erfährt er, dass er völlig gesund sei. Endlich wird er von Doktor Zernerke empfangen, die den Brief geschrieben hatte. Sie erzählt ihm ausführlich, dass der Gesundheitscheck für die Papiere wichtig gewesen sei. Als er gehen will, fragt sie ihn, ob er nicht doch noch kurz das Baby sehen wolle. Cass ist von seiner Tochter sehr angetan und wird erst danach gefragt, ob er nicht auch die Mutter sehen wolle. Cass wird zu ihr geschickt, fragt die Ärztin aber immer wieder, ob seine Tochter nicht ein besonders gut entwickeltes Kind sei. Dabei sagt die Ärztin, dass es ein sehr glückliche Familie sei, die dieses Kind bekommen würde. Dadurch erfährt er, dass seine Tochter zur Adoption freigegeben wurde. So ist er erzürnt, als er mit Isabel darüber redet. Die antwortet ihm aber, dass er ja schon eine andere Braut heiraten wolle, und auch sie selbst könne ihre zukünftigen Hochzeitspläne nicht mit einem Kind belasten. Als Isabel zurück in ihr Zimmer muss, will Cass seine Tochter noch einmal sehen. Dabei beschließt er, sie kurzerhand zu entführen. In der Zwischenzeit erklärt Isabel Dr. Zerneke, dass sie ihre Tochter behalten und mit der vorgetäuschten Adoption Cass zurückgewinnen wolle. Danach will sie ebenfalls ihre Tochter sehen und muss erkennen, dass sie von Cass entführt wurde.
Vom Hotel aus ruft Cass J.J. an, erzählt von seiner Tochter und bittet ihn, Madge diplomatisch zu erzählen, dass die Hochzeit nicht stattfinden könne. J.J. erklärt das seiner Frau und seiner Tochter in einem Nebensatz und schlägt vor, dass die ganze Familie doch stattdessen ins Kino gehen könne. Cass beginnt nun seine Tochter im Hotel zu versorgen. Nach einem Monat hat er dazu die Hilfe von Monica und Frank, einem Hotelangestellten in Uniform. Im Krankenhaus sucht man immer noch nach ihm und seiner Tochter. Als sie mal wieder ein Ernährungsproblem haben, ruft Cass dort deswegen an. Da er aber keinen Namen nennen will bekommt er auch keine Auskunft. Frank besorgt die Auskunft persönlich, bedenkt aber nicht, dass er dies in seiner Hoteluniform gemacht hat. Cass merkt nun, dass er sich stellen muss. Er findet, er brauche eine Frau, um das erfolgreich tun zu können und bittet daher Monica, ihn zu heiraten. Die stimmt zu, und sie gehen mit dem Kind zur Stadtverwaltung um zu heiraten. In der Zwischenzeit kommen Isabel und ihr Vater (aber nicht die Mutter, die weiß nicht mehr, was sie tun soll, nachdem die Astrologie ihr einen Enkel versprochen hatte) sowie auch Madge und J.J. in das Hotel um Cass aufzusuchen. Bald erfahren sie, dass Cass gerade heiratet. Doch das kann er nicht, weil in Chicago zwischen Aufgebot und Trauung drei Tage liegen müssen. Also besorgt er sich das Zimmer zwei Zimmer weiter auf dem Gang und lässt von Frank die wichtigsten Sachen an den Gästen vorbeischmuggeln. Isabel erwischt ihn dort. Sie will nun von ihm lernen, wie man ein Baby versorgt, und die beiden werden heiraten. Monica geht stattdessen ins Kino.

## Produktion

### Produktionsfirmen
Der Film wurde von International Pictures, der Christie Corporation und Nunnally Johnson Productions produziert. Für International Pictures unter der Leitung von William Goetz und Leo Spitz war es der erste Film überhaupt. Gary Cooper war zu dieser Zeit der Hauptaktionär.

### Die Literaturvorlage und ihre Geschichte
1927 veröffentlichte Floyd Dell seinen Roman An Unmarried Father, der 1928 unter dem Titel Sein Vater, der Junggeselle auf Deutsch erschien. Zusammen mit dem Schauspieler Thomas Mitchell verarbeitete Dell den Roman 1928 zu dem Bühnenstück Little Accident, das 1929 ins Deutsche übersetzt wurde (Freudiges Ereignis). Das Stück lief von Oktober 1928 bis Juli 1929 am Broadway.
Bereits 1930 wurde das Stück unter dem Titel The Little Accident unter der Regie von William James Craft mit Douglas Fairbanks junior und Anita Page in den Hauptrollen verfilmt. 1932 wurde eine französische Version dieses Films unter dem Namen Papa sans le savoir gedreht. Regie führte Robert Wyler, die Hauptrollen spielten Noël–Noël und Françoise Rosay.
Oft wird auch der Film Little Accident von 1939 als Verfilmung dieser Story genannt. Die Internet Movie Database gibt zudem für den Film Floyd Dell und Thomas Mitchell als Autoren der Originalstory an. Die Inhaltszusammenfassung zeigt aber, dass es sich um eine andere Geschichte handelt, auch wenn es Ähnlichkeiten gibt. Das American Film Institute gibt außerdem Paul Yawitz und Eve Green als Autoren des Originaldrehbuchs an.

### Besetzung und Synchronisation
Gary Cooper hatte gerade seinen Vertrag bei Paramount Pictures, der 18 Jahre gelaufen war, beendet. Er wollte nun etwas mehr tun und außerdem auch etwas Leichteres drehen. So ein Papa lieferte als Komödie beides, weil er auch Co-Produzent war. Besonders erfreut war er, dass er mit Teresa Wright zusammenspielen konnte, was er bereits in Der große Wurf getan hatte.
Laut einer nicht identifizierten, zeitgenössischen Quelle seien 26 Babys für den Film angestellt worden. Darunter waren Billy Chapin, der die Tochter von Cass und Isabel spielte und in den 1950ern als Kinderdarsteller erfolgreich war, und Cheryl Miller, die später in Daktari bekannt wurde.
Gary Cooper wurde von Hartmut Reck synchronisiert.

### Veröffentlichungen
Die Uraufführung fand am 5. August 1944 in den befreiten Gebieten Frankreichs statt. Es war eine Geste von Gary Cooper, der festgestellt hatte, dass die US-Soldaten dort nicht einmal in Friedenszeiten eine Filmpremiere hätten sehen können. So brachte er die Premiere zu ihnen. Die Erstaufführung in den Vereinigten Staaten war am 23. August 1944 in San Francisco. Die deutsche Erstaufführung war am 10. Dezember 1954. Vertrieben wurde der Film von RKO Pictures.
Am 22. Mai 2007 wurde der Film auf DVD veröffentlicht.

## Kritiken
Die Kritiker sind sich weitgehend darüber einig, dass der Inhalt doch recht dünn sei. Es sei ein antiquiertes Lustspiel mit verworrener Handlung, eine leichte oder kleine Komödie mit dümmlicher Story, oder einfach ein kindischer Film, in den aber eine riesige Menge an Talent gegangen sei. In So ein Papa seien so viele Anstrengungen um so wenig Inhalt, dass man den Eindruck bekommt, dass alles für einen Lacher gegeben würde. Lacher seien da, nur verliere die Handlung darüber an Inhalt und Nachvollziehbarkeit. Nunnally Johnson gebe seinen Figuren hier keine richtigen Beweggründe.
Die Besetzung sei charmant, die Stars überstrahlen den Inhalt. Wegen Gary Cooper sei es gar eines der wenigen Beispiele, in denen der Film besser als das Drehbuch sei. Die meisten Kritiker finden den Film unterhaltsam oder lustig; es wird aber auch von dürftiger Komik geschrieben.

## Auszeichnungen
So ein Papa wurde bei der Oscarverleihung 1945 für drei Oscars nominiert, konnte aber keinen gewinnen. Nominiert waren
- Perry Ferguson und Julia Heron in der Kategorie Bestes Szenenbild (Schwarzweißfilm)
- Thomas T. Moulton in der Kategorie Bester Ton
- Arthur Lange in der Kategorie Beste Filmmusik (Drama/Komödie)